# Adele Jergens
Adele Jergens (Brooklyn, 26 novembre 1917 – Camarillo, 22 novembre 2002) è stata un'attrice statunitense.

## Biografia
Nata a Brooklyn, Adele Jergens iniziò la carriera nella seconda metà degli anni trenta, partecipando a concorsi di bellezza. Nel 1939 fu eletta Miss World's Fairest in occasione della Fiera internazionale di New York, e l'anno successivo The Number One Showgirl in New York City. Lavorò inoltre nella celebre compagnia di danza The Rockettes.
Dopo alcuni anni di attività come modella e come chorus girl (in tale veste ebbe modo di lavorare con Gypsy Rose Lee), la Jergens firmò un contratto con la Columbia Pictures e debuttò sul grande schermo nel 1943 con alcuni piccoli ruoli non accreditati in commedie come Banana split (1943) e La fidanzata di tutti (1944). Da bruna, l'attrice cambiò definitivamente colore di capelli e divenne la bionda e vivace co-protagonista di film musicali come Bellezze in cielo (1947), accanto a Rita Hayworth, commedie come Lo strano Mr. Jones (1948), ma anche di pellicole drammatiche come All'alba non sarete più vivi (1948), in cui recitò al fianco di William Holden.

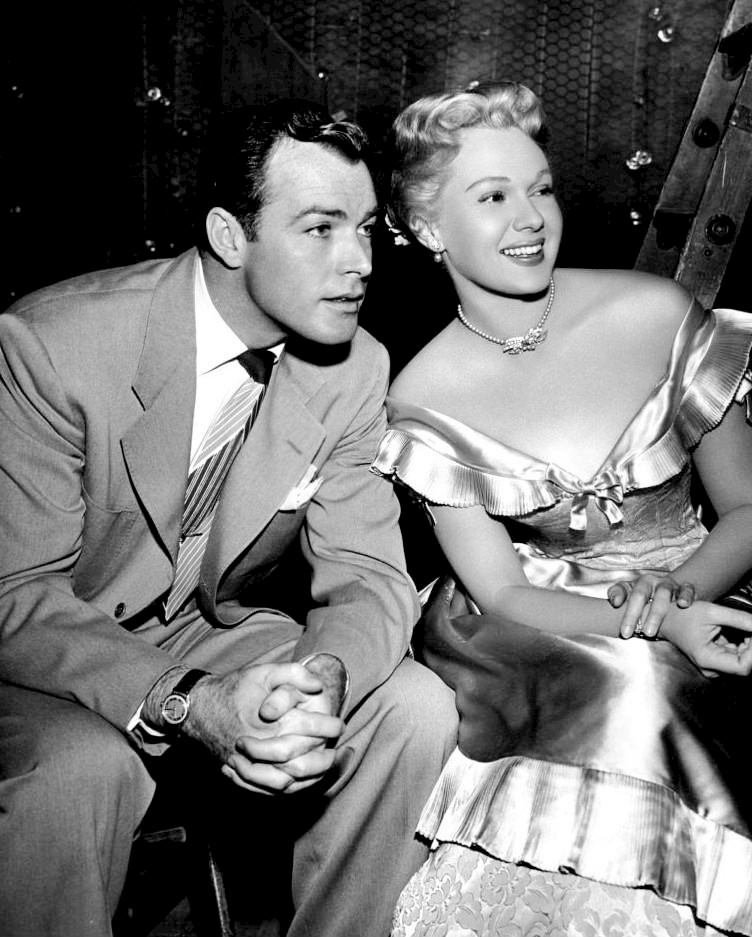
Adele Jergens con il marito Glenn Langan (1950)

Nel 1949, nella commedia Orchidea bionda, la Jergens interpretò la madre della giovane Marilyn Monroe, malgrado avesse solo nove anni più della futura star. Sul set della pellicola seguente, il noir Complotto a San Francisco (1949), una rivisitazione in chiave moderna della vicenda de Il conte di Montecristo, l'attrice recitò in coppia con Glenn Langan, che nello stesso anno divenne suo marito.
Tra gli altri suoi ruoli di rilievo, interpretati nei più svariati generi cinematografici, da ricordare quello di Yvonne LeDoux, una provocante ballerina di nightclub e amante di un malavitoso, nel poliziesco Sterminate la gang! (1950), di Boots Marsden nel film comico Gianni e Pinotto contro l'uomo invisibile (1951), di Jessie Loraine nel western Verso il Far West (1954), di Miss Cobb nel drammatico La tela del ragno (1955) di Vincente Minnelli, e di Ruby nel fantascientifico Il mostro del pianeta perduto (1955) di Roger Corman.
Dalla prima metà degli anni cinquanta, la Jergens svolse anche una breve attività televisiva, comparendo in alcune popolari serie del piccolo schermo, come I Married Joan (1954), Make Room for Daddy (1954) e Soldiers of Fortune (1956). La sua ultima apparizione, prima del prematuro ritiro dalle scene, fu in un episodio della serie The George Burns and Gracie Allen Show (1956).
Dal matrimonio con l'attore Glenn Langan, che durò fino alla morte di lui nel 1991, La Jergens ebbe un figlio, Tracy, nato nel 1952 (e scomparso nel 2001 all'età di 48 anni), divenuto anch'egli attore.
L'attrice morì a Camarillo (California) il 22 novembre 2002, all'età di 84 anni.

## Filmografia

### Cinema
- Vecchia San Francisco (Hello Frisco, Hello), regia di H. Bruce Humberstone (1943) – non accreditata
- Sweet Rosie O'Grady, regia di Irving Cummings (1943) – non accreditata
- La porta proibita (Jane Eyre), regia di Robert Stevenson (1943) – non accreditata
- Banana split (The Gang's All Here), regia di Busby Berkeley (1943)
- La fidanzata di tutti (Pin Up Girl), regia di H. Bruce Humberstone (1944) – non accreditata
- Black Arrow, regia di Lew Landers e, non accreditato, B. Reeves Eason (1944)
- Dancing in Manhattan, regia di Henry Levin (1944) – non accreditata
- Ancora insieme (Together Again), regia di Charles Vidor (1944) – non accreditata
- Stanotte e ogni notte (Tonight and Every Night), regia di Victor Saville (1945) – non accreditata
- Notti d'oriente (A Thousand and One Nights), regia di Alfred E. Green (1945)
- Festa d'amore (State Fair), regia di Walter Lang (1945) – non accreditata
- Un angelo è caduto (Fallen Angel), regia di Otto Preminger (1945) – non accreditata
- Non volle dir sì (She Wouldn't Say Yes), regia di Alexander Hall (1945)
- Il segreto di Mary Harrison (The Corpse Came C.O.D.), regia di Henry Levin (1947)
- Bellezze in cielo (Down to Earth), regia di Alexander Hall (1947)
- When a Girl's Beautiful, regia di Frank McDonald (1947)
- Blondie's Anniversary, regia di Abby Berlin (1947)
- Canaglia eroica (The Prince of Thieves), regia di Howard Bretherton (1948)
- Io non t'inganno, t'amo! (I Love Trouble), regia di S. Sylvan Simon (1948)
- La donna di Tangeri (The Woman from Tangier), regia di Harold Daniels (1948)
- Lo strano Mr. Jones (The Fuller Brush Man), regia di S. Sylvan Simon (1948)
- All'alba non sarete più vivi (The Dark Past), regia di Rudolph Maté (1948)
- Orchidea bionda (Ladies of the Chorus), regia di Phil Karlson (1948)
- Amanti crudeli (Slightly French), regia di Douglas Sirk (1949)
- Law of the Barbary Coast, regia di Lew Landers (1949)
- The Crime Doctor's Diary, regia di Seymour Friedman (1949)
- Make Believe Ballroom, regia di Joseph Santley (1949) – non accreditata
- The Mutineers, regia di Jean Yarbrough (1949)
- Complotto a San Francisco (Treasure of Monte Cristo), regia di William Berke (1949)
- La via della morte (Side Street), regia di Anthony Mann (1949)
- The Traveling Saleswoman, regia di Charles Reisner (1950)
- Radar Secret Service, regia di Sam Newfield (1950)
- Blonde Dynamite, regia di William Beaudine (1950)
- Everybody's Dancin', regia di Will Jason (1950)
- Beware of Blondie, regia di Edward Bernds (1950)
- Sterminate la gang! (Armored Car Robbery), regia di Richard Fleischer (1950)
- La porta dell'inferno (Edge of Doom), regia di Mark Robson (1950)
- Blues Busters, regia di William Beaudine (1950)
- L'urlo della folla (The Sound of Fury), regia di Cy Endfield (1950)
- Sugarfoot, regia di Edwin L. Marin (1951)
- Gianni e Pinotto contro l'uomo invisibile (Abbott and Costello Meet the Invisible Man), regia di Charles Lamont (1951)
- Show Boat, regia di George Sidney (1951)
- Amore e petrolio (Aaron Slick from Punkin Crick), regia di Claude Binyon (1952)
- Qualcuno mi ama (Somebody Loves Me), regia di Irving Brecher (1952)
- Verso il Far West (Overland Pacific), regia di Fred F. Sears (1954)
- Fireman Save My Child, regia di Leslie Goodwins (1954)
- Asfalto rosso (The Miami Story), regia di Fred F. Sears (1954)
- The Big Chase, regia di Robert L. Lipper Jr. e Arthur Hilton (1954)
- La straniera (Strange Lady in Town), regia di Mervyn LeRoy (1955)
- Outlaw Treasure, regia di Oliver Drake (1955)
- La tela del ragno (The Cobweb), regia di Vincente Minnelli (1955)
- The Lonesome Trail, regia di Richard Bartlett (1955)
- Il mostro del pianeta perduto (Day the World Ended), regia di Roger Corman (1955)
- Girls in Prison, regia di Edward L. Cahn (1956)
- Fighting Trouble, regia di George Blair (1956)
- Runaway Daughters, regia di Edward L. Cahn (1956)

### Televisione
- Stars Over Hollywood – serie TV, 1 episodio (1951)
- Squadra mobile (Racket Squad) – serie TV, 1 episodio (1952)
- Missione pericolosa (Dangerous Assignment) – serie TV, 2 episodi (1952)
- Mr. & Mrs. North – serie TV, 1 episodio (1953)
- The Ford Television Theatre – serie TV, 1 episodio (1953)
- Gianni e Pinotto (The Abbott and Costello Show) – serie TV, episodio 2x11 (1954)
- Make Room for Daddy – serie TV, 1 episodio (1954)
- The Public Defender – serie TV, 1 episodio (1954)
- I Married Joan – serie TV, 2 episodi (1954)
- My Favorite Husband – serie TV, 1 episodio (1955)
- Damon Runyon Theater – serie TV, episodi 1x12-2x11 (1955)
- Soldiers of Fortune – serie TV, 1 episodio (1956)
- The George Burns and Gracie Allen Show – serie TV, 1 episodio (1956)

## Doppiatrici italiane
- Dhia Cristiani in All'alba non sarete più vivi
- Tina Lattanzi in Gianni e Pinotto contro l'uomo invisibile
- Rosetta Calavetta ne Il mostro del pianeta perduto